# 装甲バス
装甲バス（そうこうバス）は、通常、小火器や即席爆発装置から乗客を守るために防護を強化したバスの一種である。

## 概要
装甲バスには防弾ガラスなどの装甲を施した商用・民間用バスや、特別に作られた軍用装甲バスなどがある。囚人護送には軽装甲バスが使われる。
LGOC Bタイプというバスは第一次世界大戦にて、戦線の後方で軍隊を輸送するために2-インチ 厚さ (51 mm)の厚板を使用して防護を強化していた。
1930年代のパレスチナ地域では、ユダヤ人がアラブ人武装勢力の攻撃から身を守る目的で、装甲バスを使用していた。1948年にイスラエルが独立した後も、スコプス山のヘブライ大学など、アラブ系勢力の支配地域に近い場所への民間人の通勤・通学のため、1960年代頃まで、アメリカ製の軍用トラックなどを改造したサンドイッチ装甲バスが使用されていた。現在も、一部のスクールバスなどで、装甲化された車両が使用されている。
トルコのバス製造会社であるテム・サは世界で初めて、商品としての装甲輸送バスを開発した。そのバスは第9回国際防衛見本市（IDEF'09）で展示されており、また、ドイツにて爆弾と複数の口径の弾薬を使ったテストを受けている。

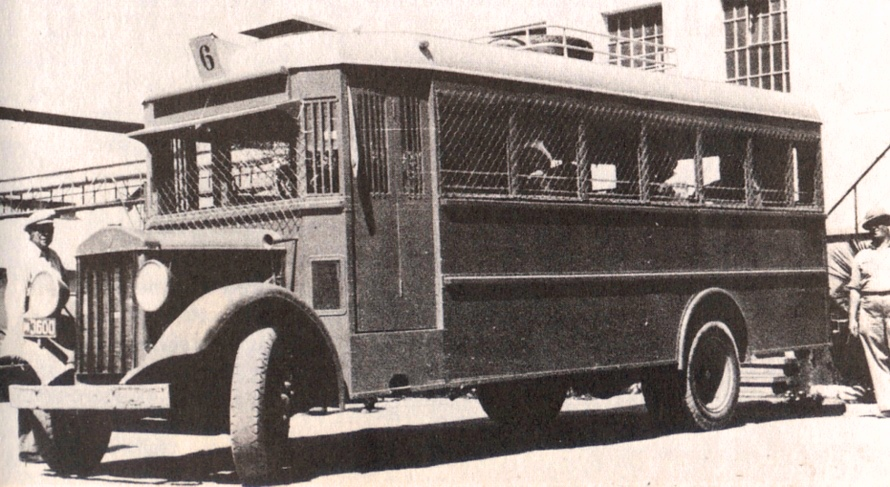
1930年代のパレスチナ在住ユダヤ人勢力の装甲バス
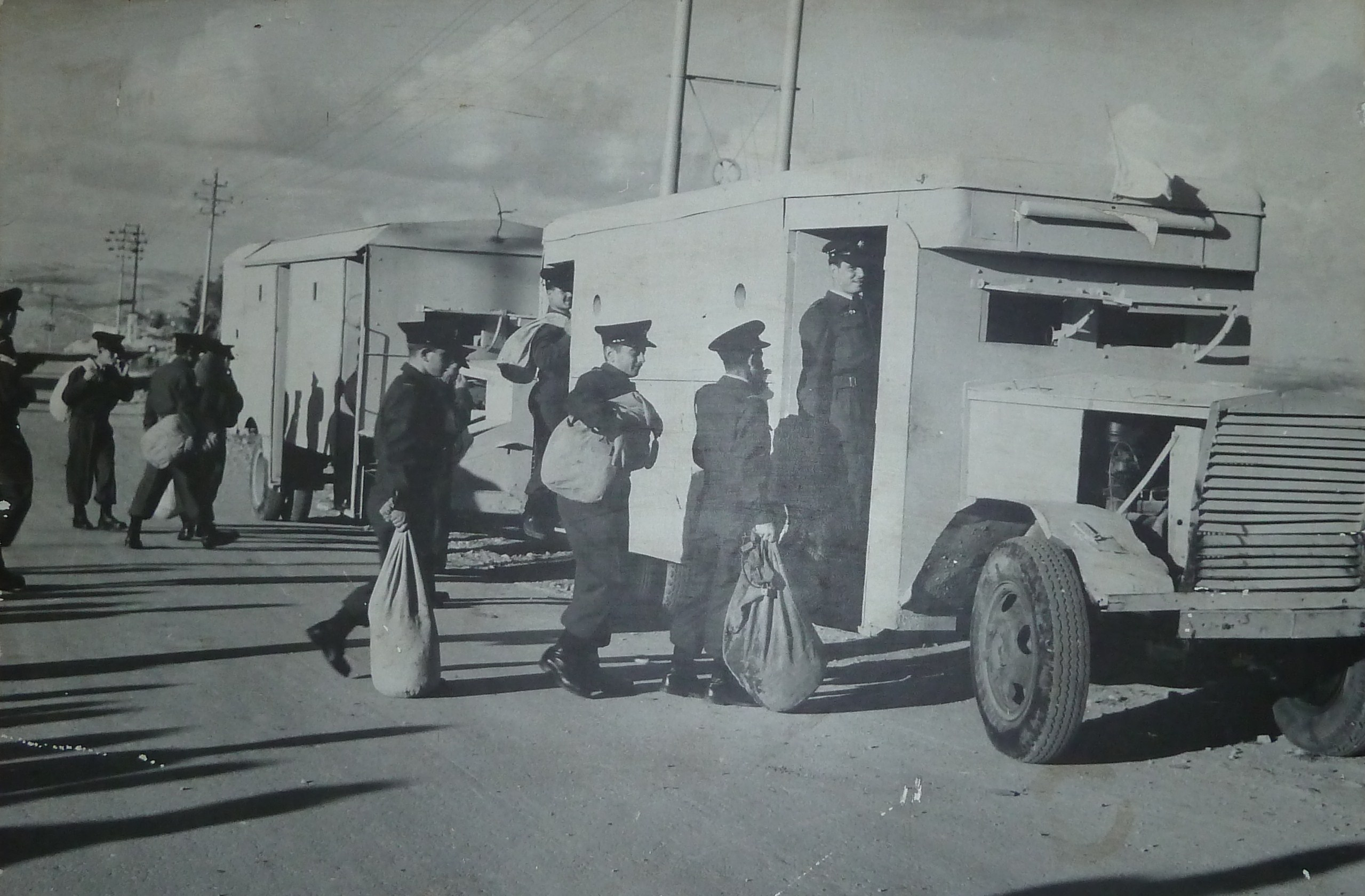
イスラエル独立後に使用されたサンドイッチ装甲バス
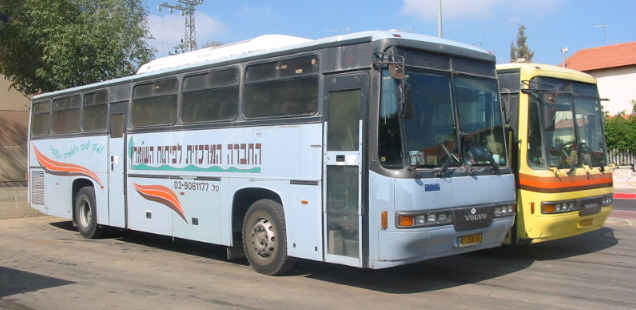
現代のイスラエルの装甲スクールバス